# Myriopathidae
Myriopathidae is een familie van neteldieren uit de klasse van de Anthozoa (bloemdieren).

## Geslachten
- Antipathella Brook, 1889
- Cupressopathes
- Hydradendrium
- Myriopathes
- Plumapathes
- Tanacetipathes